# Institut de Germanes de la Sagrada Família d'Urgell
L'Institut de Germanes de la Sagrada Família d'Urgell és una congregació religiosa de monges dedicades a l'ensenyament, fundat en 1859 per la venerable Anna Maria Janer. Les seves germanes posposen al nom les sigles S.F.U.

## Història
Anna Maria Janer i Anglarill estava convençuda de la necessitat de crear escoles cristianes per a la promoció de la dona i de la família. El 1857, el bisbe d'Urgell, Josep Caixal i Estradé, li demanà que es fes càrrec de l'hospital de la Seu d'Urgell, on fundà un institut que se'n faria càrrec: la congregació de les Germanes de la Sagrada Família, que seguia el model de les Filles de la Caritat. La fundació fou el 29 de juny de 1859, dedicat a l'educació cristiana de nens i joves i a l'assistència de malalts i ancians. El 1860 el bisbe Caixal va aprovar les regles i constitucions de l'institut. La Casa de Caritat de Cervera es va unir al nou institut.

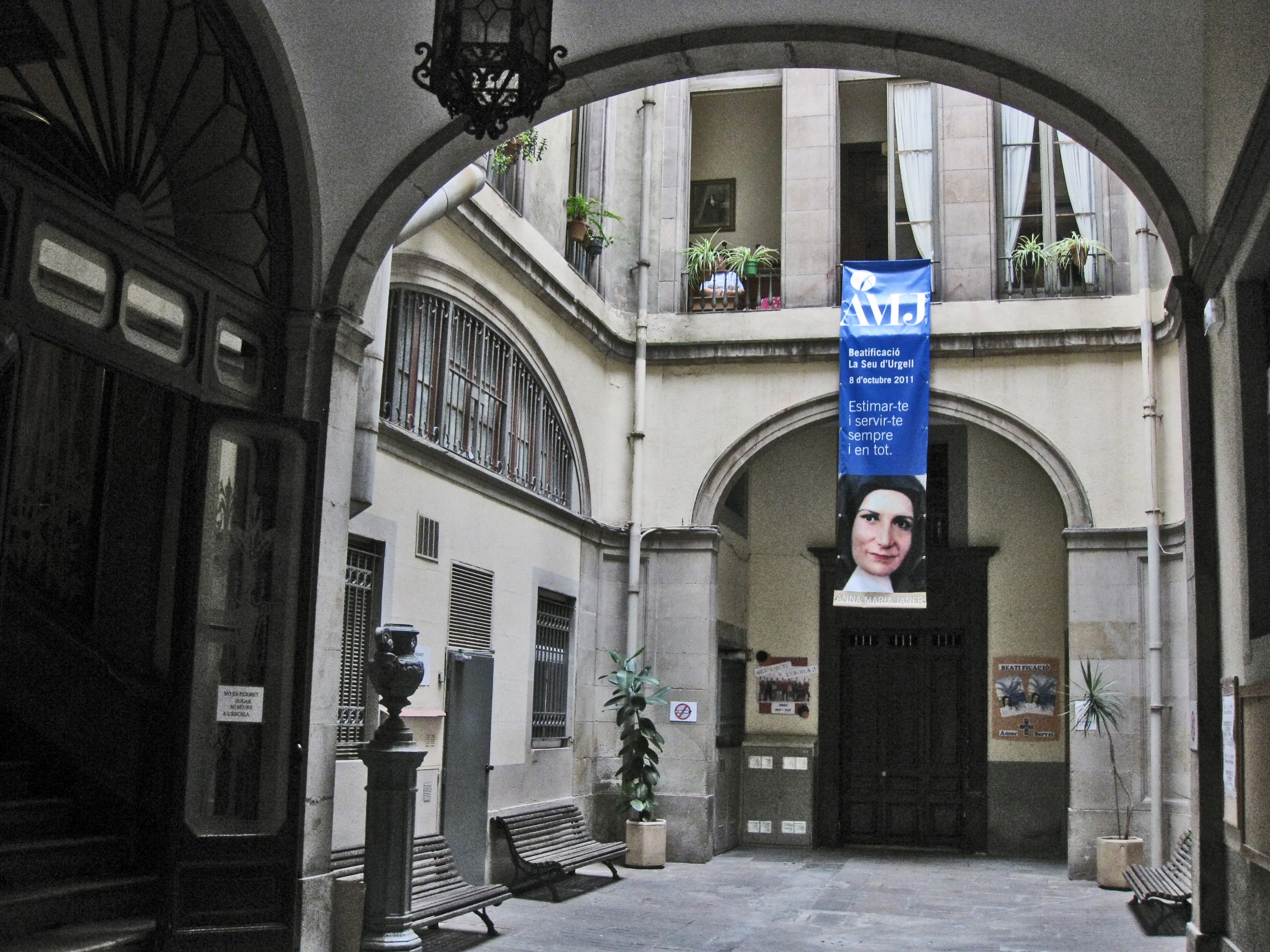
Pati del col·legi que la congregació té al carrer d'Avinyó de Barcelona, amb la commemoració de la beatificació de la germana Anna Maria Janer

Aviat es difondria per la zona. El 1863, Janer va fundar el col·legi de Cervera i l'hospital de Tremp. Més endavant, entre d'altres, el col·legi d'Oliana (1864), l'asil de Sant Andreu de Palomar (1866), i els col·legis de Llívia (1868) i de les Avellanes (1872). Durant la vida de la fundadora van tenir lloc vint-i-tres fundacions, arribant a Canillo (Andorra) i altres llocs d'Andorra. Amb un sentit realista, la mare Janer formava les novícies no només en l'espiritualitat, sinó en ciències i arts, clau d'un bon ensenyament; les germanes havien de tenir, per ensenyar, el títol oficial de magisteri. La revolució de 1868 deturà l'expansió de la congregació i foren expulsades de l'hospital i de les escoles rurals que dirigien, que foren secularitzades.
El 1874, el pare Josep Manyanet es va fer càrrec de l'institut de la mare Janer. Els seus criteris divergien, sobretot en l'estil de vida de les germanes, que Manyanet volia més contemplatiu. En redactà unes noves constitucions i els donà el nom de Filles de la Sagrada Família, volent que fossin una branca femenina dels Fills de la Sagrada Família. El 1877, traslladà la casa general de la congregació de Talarn a Sant Andreu de Palomar. Tot plegat, les germanes més antigues van mostrar el seu desacord i van demanar la destitució de Manyanet.
A la mort del bisbe Caixal, el 28 d'agost de 1879, el nou bisbe d'Urgell, Salvador Casañas, va prendre en consideració la continuïtat de la congregació, a la que afavorí, conservant-ne l'esperit fundacional i en contra de les propostes de Manyanet. El primer capítol general va tenir lloc a Talarn el 19 de març de 1880 i s'aprovaren unes noves constitucions. Manyanet fou apartat de la direcció i en fou elegida superiora Anna Maria Janer, que ho fou durant tres anys. Abundaren les vocacions i s'adoptà el lema Deixeu que els nens vinguin a Mi. L'institut prengué el nom de Germanes de la Sagrada Família d'Urgell i les germanes que no estaven d'acord marxaren i formaren una nova congregació, amb Manyanet, que serà la de les Filles de la Santa Casa de Natzaret.

## Activitat i difusió
Les Germanes de la Sagrada Família d'Urgell es dediquen a l'ensenyament i l'assistència a hospitals i residències, missions, parròquies, temps lliure i altres apostolats compatibles amb el carisma. Són presents a Catalunya, Andorra (col·legi Mare Janer de Santa Coloma i escola Sagrada Família d'Escaldes), Astúries, Valladolid, Madrid i Andalusia, Mèxic, Argentina, Xile, Uruguai i Colòmbia, Guinea Equatorial i Itàlia. La seu general és a Rubí. A Catalunya és present a escoles a Barcelona -Sant Andreu de Palomar i Avinyó–, Sabadell, el Masnou, Viladecans i Lleida, a Matadepera amb una llar d'infants; a residències d'avis a Sant Andreu de Palomar, Matadepera i Cervera; i als hospitals de la Seu d'Urgell i de Valls. També compta amb comunitats a l'Hospitalet i a Badalona. A la residència de la Seu d'Urgell descansen les restes de la fundadora.